# Ryosuke Ochi
Ryosuke Ochi (越智 亮介 Ochi Ryosuke?), född 7 april 1990 i Ehime prefektur, är en japansk fotbollsspelare.
Ochi började sin karriär 2009 i Ehime FC. Efter Ehime FC spelade han för Zweigen Kanazawa, Fujieda MYFC och FC Ryukyu.